# Beatrix Kiddo
Beatrix Kiddo, nota anche come la Sposa (The Bride) o Black Mamba, è un personaggio fittizio cinematografico, protagonista dei due film Kill Bill diretti da Quentin Tarantino. È interpretata da Uma Thurman.

## Biografia del personaggio

### L'addestramento nella Squadra Assassina delle Vipere Mortali
All'età di circa vent'anni, Beatrix entra a far parte della squadra di killer nota come "Squadra Assassina delle Vipere Mortali" (S.A.V.M.), capeggiata da Bill Gunn. Nella S.A.V.M. assume il nome in codice di "Black Mamba". Durante la sua militanza nella S.A.V.M., diventa la fidanzata di Bill. Lo stesso Bill affida Beatrix a un leggendario maestro mandarino di arti marziali Pai Mei, inventore tra l'altro di una mossa letale nota come "tecnica dell'esplosione del cuore con cinque colpi delle dita", in grado di uccidere chiunque in pochi istanti. Beatrix trascorre un lungo periodo presso Pai Mei, diventando un'esperta di arti marziali.

### La fuga a El Paso
Tornata in seno alla S.A.V.M., Beatrix riprende la sua relazione con Bill. Durante una missione a Los Angeles, fa un test di gravidanza che risulta essere positivo. Nello stesso frangente subisce l'aggressione di una killer assoldata per ucciderla (Karen Kim), la quale rinuncia alla sua missione quando Beatrix le rivela la propria condizione:
(La Sposa a Karen Kim)
Per il bene del bambino, Beatrix decide di far credere a tutti che Karen Kim l'abbia uccisa, e si trasferisce a El Paso, in Texas, assumendo il falso nome di Arlene Machiavelli. Comincia a lavorare in un negozio di dischi, dove conosce un bravo ragazzo con cui decide di sposarsi.

### Il Massacro ai due pini
Nel frattempo, Bill piange per mesi la presunta morte di Beatrix, prima di riuscire fortuitamente a rintracciarla. Essendo venuto a sapere che la donna è incinta e si sta per sposare, Bill si presenta in chiesa durante una sessione di prove del matrimonio. Dopo un incontro apparentemente pacifico fra Bill e Beatrix, in cui Bill sembra rassicurarla sulle proprie intenzioni, l'intera S.A.V.M. fa irruzione nella chiesa e massacra tutti i presenti. Bill stesso spara un colpo in testa a Beatrix. L'eccidio viene denominato "Massacro ai Due Pini".
Quando la polizia giunge sul luogo della strage, si scopre che Beatrix è miracolosamente sopravvissuta, seppure in uno stato di coma vegetativo.

### Il risveglio dal coma
Mentre Beatrix è in coma in ospedale, Bill invia un altro membro della S.A.V.M., Elle Driver, a ucciderla. Tuttavia, lo stesso Bill interrompe la missione all'ultimo momento, in seguito a un ripensamento.
Il coma di Beatrix dura quattro anni, durante i quali la donna subisce gli abusi sessuali da parte di un infermiere e dei suoi "clienti". Come rivelato da Buck, le ferite riportate da Beatrix a causa del pestaggio l'hanno privata della possibilità di ulteriori gravidanze. Proprio durante una di queste sessioni Beatrix riprende i sensi. Nonostante i muscoli in parte atrofizzati dal lungo periodo di coma, Beatrix uccide sia Buck che il suo cliente, e riesce a fuggire dall'ospedale sulla "Pussy Wagon", il furgone di Buck.
Ricordando il Massacro ai Due Pini e credendo di aver perso il bambino, Beatrix pianifica la propria vendetta, stabilendo di uccidere tutti i membri della S.A.V.M. (i quali nel frattempo hanno sciolto la squadra e preso diverse strade).

### La Sposa contro O-Ren Ishii
(Le ultime parole di O-ren)
La prima vittima prescelta è O-Ren Ishii, maestra di arti marziali e katana, e boss della Yakuza. Prima di affrontarla, Beatrix si reca a Okinawa da Hattori Hanzō, un maestro della fabbricazione di spade tra cui quella di Bill. Hanzo, informato della missione di Beatrix, decide di appoggiarla, e oltre a forgiarle una spada, acconsente ad addestrarla personalmente.
Durante il volo da Okinawa verso Tokyo, dove si trova O-Ren, Beatrix stende la lista delle persone che ha intenzione di uccidere, nell'ordine. La lista comprende tutti i membri della DVAS che avevano partecipato al massacro della chiesa, e risulta così composta:
1. O-Ren Ishii (Mocassino d'Acqua)
2. Vernita Green (Testa di Rame)
3. Budd (Crotalo Ceraste)
4. Elle Driver (Serpente Montano della California)
5. Bill (Incantatore di Serpenti)

Beatrix trova O-Ren in un club di Tokyo, dove intraprende una battaglia con l'esercito personale della sua antagonista, gli "88 Folli" e con la guardia del corpo di O-Ren, Gogo Yubari. Dopo aver avuto la meglio massacrando tutti i suoi oppositori con la katana di Hanzo, Beatrix sfida finalmente a duello O-Ren, e la uccide. Cattura inoltre Sophie Fatale, braccio destro di O-Ren e associata a Bill, e la tortura per ottenere informazioni sugli altri membri della S.A.V.M.. Dopo averla mutilata con la spada, Beatrix lascia libera Sophie, deliberatamente allo scopo di far sapere a Bill della propria missione di vendetta.

### La Sposa contro Vernita Green
Dopo aver ucciso O-Ren, la sposa si dirige a Pasadena per incontrare la sua seconda vittima prescelta, Vernita Green. Come Beatrix-Arlene, Vernita si è creata una vita "normale", con un marito e una figlia. Beatrix si reca a casa di Vernita, e il loro incontro sfocia in un violento duello, interrotto solo momentaneamente dal rientro della figlia di Vernita, Nikki. La sposa promette a Vernita che non la ucciderà di fronte a sua figlia, ma la slealtà dell'avversaria mette Beatrix alle strette, ed ella non riesce a mantenere la promessa. Prima di andarsene, Beatrix dice a Nikki:

### Budd Gunn
(Budd in un dialogo con Bill)
Dopo aver ucciso Vernita Green, Beatrix si reca da Budd Gunn, fratello di Bill. Anche Budd si è creato una nuova vita come buttafuori in un locale di basso livello. Budd riesce a cogliere Beatrix in contropiede, sparandole del sale grosso nel petto e poi addormentandola con una iniezione di sonnifero. Budd decide di eliminare Beatrix seppellendola viva, in una tomba a nome di "Paula Schulz". Inaspettatamente, grazie all'addestramento di kung fu ricevuto da Pai Mei, Beatrix riesce a sfondare la bara dall'interno e risalire in superficie.

### Elle Driver
Ma questo non vuol dire che io non ti rispetti...»
(Elle Driver)
Il giorno dopo l'incontro fra Budd e Beatrix, Elle Driver raggiunge Budd per contrattare l'acquisto della Katana di Beatrix, in possesso di Budd, ma lo tradisce e lo uccide facendolo mordere da un mamba nero. Subito dopo viene però raggiunta da Beatrix. Durante il duello fra le due donne, Elle Driver confessa di aver ucciso Pai Mei perché questi le aveva cavato l'occhio destro come punizione per un insulto ricevuto. Lo scontro fra le due si conclude quando Beatrix strappa alla sua rivale anche l'occhio sinistro per vendicare il suo maestro a cui era molto affezionata. Rinunciando a ucciderla, Beatrix lascia Elle ad agonizzare nel camper di Budd in compagnia del mamba che si ritira spaventato non appena Beatrix gli passa vicino.

### Bill
Giunta alla fine della propria lista, Beatrix finalmente trova Bill e si reca da lui. Qui scopre di non aver perso il bambino al Massacro dei Due Pini: trova infatti sua figlia B.B. in compagnia di suo padre Bill. Rimandando lo scontro finale con Bill, Beatrix si dedica prima alla bambina, che non aveva mai visto. Quando B.B. è finalmente a letto, Bill spara a Beatrix un proiettile contenente un siero della verità. Bill vuole sapere perché fosse sparita senza lasciare tracce e perché, invece di seguire la sua indole di killer e vivere al suo fianco, avesse voluto adattarsi a una banale vita di venditrice di dischi. Al termine di questo confronto si giunge al combattimento, che in verità si conclude molto rapidamente: Beatrix usa infatti la "tecnica dell'esplosione del cuore con cinque colpi delle dita". Bill è sorpreso e ammirato di scoprire che Beatrix sia stata prescelta da Pai Mei per imparare questa mossa segreta: si alza dalla sedia, si aggiusta la giacca, compie i suoi ultimi cinque passi, e si accascia per terra.
La mattina dopo l'accaduto, Beatrix piange di dolore per avere perso Bill, che amava inevitabilmente ancora, ma allo stesso tempo ride perché finalmente ricongiunta dopo tanto dolore e violenza con "quella parte di sé che credeva perduta, uccisa, massacrata" ( simboleggiata dalla figlia BB) Non si sa cosa o chi ringrazi, non è mai stato specificato. Il film, non a caso si chiude con la dicitura"la leonessa si è ricongiunta col proprio cucciolo e tutto va bene nella jungla".

## Concezione e sviluppo
Secondo quanto dichiarato da Uma Thurman, il personaggio è stato creato durante le riprese di Pulp Fiction: lei ha scelto il nome e Tarantino il cognome. L'attrice, per entrare nei panni del personaggio, ha rivelato di essere stata ispirata dall'interpretazione di Clint Eastwood ne Il buono, il brutto, il cattivo.

## Accoglienza
Empire ha classificato Beatrix sessantaseiesima nella sua classifica dei migliori personaggi provenienti dai film. Entertainment Weekly l'ha posizionata novantanovesima nella sua lista risalente al 2010 dei migliori personaggi degli ultimi vent'anni.
Nel 2013, una nuova specie di vespa parassita è stata chiamata Cystomastacoides kiddo per onorare il personaggio.
Un'immagine della figura di Beatrix Kiddo è presente nella locandina del quarantesimo Torino Film Festival (2022) insieme ad altri soggetti cinematografici di culto.